# Eugene O'Neill
Eugene Gladstone O'Neill (n. 16 octombrie 1888, New York City, New York, SUA – d. 27 noiembrie 1953, Boston, Massachusetts, SUA) a fost dramaturg american,  laureat al Premiului Nobel pentru Literatură în anul 1936.

## Motivația Juriului Nobel
"pentru puterea, onestitatea și emoțiile profunde ale operelor sale dramatice, care întruchipează o concepție originală a tragediei".

## Date biografice
Eugene Gladstone O'Neill s-a născut la New York, într-unul din hotelurile de pe Broadway, fiu al actorului James O'Neill, al cărui rol în Contele de Monte Cristo îl făcuse celebru în întreaga țară. Copil fiind, Eugene și-a însoțit tatăl în turnee, apoi a frecventat variate școli și în 1906 a intrat la universitatea din Princeton, unde nu a rămas decât un an.
O experiență de viață deosebit de diversă - a încercat tot felul de meserii de la căutător de aur până la reporter de ziar - s-a reflectat în fondul dramatic din care au izvorât operele lui O'Neill. În peregrinările care l-au dus în multe părți ale lumii, o atracție constantă a constituit-o marea și viața chinuită a oamenilor ei.
Între anii 1912 - 1913, O'Neill a fost spitalizat într-un sanatoriu de tuberculoși, unde a făcut ample lecturi din literatura dramatică, cu deosebire din Ibsen și Strindberg. Momentul acesta a fost decisiv pentru orientarea sa ulterioară. În 1914 s-a înscris la cursurile de dramă ale profesorului George Pierce Baker de la Harvard, predate în cadrul așa-numitului "47 Workshop". După un an le-a părăsit pentru a se asocia trupei de artiști amatori "Provincetown Players".
Această trupă îi va juca prima piesă într-un act Bound East for Cardiff (Îmbarcat pentru Cardiff), și apoi mutându-și sediul la New York, în Greenwich Village, va prezenta în continuare noile piese într-un act ale tânărului dramaturg.
O'Neill câștigă atenția criticii și a publicului abia în 1920 cu piesa Dincolo de orizont, care a marcat începutul unei noi ere în teatrul american contemporan.